# شیدایی (مجموعه تلویزیونی)
شیدایی یک مجموعهٔ تلویزیونی درام ایرانی به کارگردانی محمدمهدی عسگرپور است که در سال ۱۳۹۰ تولید و از شبکه سه پخش شد.

## خلاصه داستان[۱]
محمدتقی خان سپاهان ثروتش را بین دو فرزندش طاها و عاطفه تقسیم می‌کند. حمید همسر عاطفه ارثیه همسرش را به باد می‌دهد. طاها به خاطر مشکل قلبی‌اش، ارثیه اش را در وصیتنامه‌ای که تنظیم کرده‌است به ماهان پسر خواهرش می‌بخشد. اما پس از مدتی طاها با لیلا آشنا شده و با او ازدواج می‌کند. حمید همسر عاطفه برای جلوگیری از این وصلت دست به هر کاری می‌زند. اما سرانجام از کار خود پشیمان می‌شود. مخفی کاری طاها از لیلا در مورد گذشته اش موجب اتفاقات غیرمنتظره ای می‌شود که همهٔ شخصیت‌های داستان را به گونه ای درگیر می‌کند…

## بازیگران و شخصیت‌ها
| نام بازیگر        | نقش                               |
| ----------------- | --------------------------------- |
| پرویز پورحسینی    | محمدتقی سپاهان ، پدر طاها و عاطفه |
| امیر جعفری        | حمید ، همسر عاطفه                 |
| عطا عمرانی        | طاها سپاهان ، همسر لیلا           |
| آتنه فقیه‌نصیری    | عاطفه سپاهان ، همسر حمید          |
| گلاره عباسی       | لیلا ، همسر طاها                  |
| اندیشه فولادوند   | افسانه ، همسر سابق طاها           |
| آرش مجیدی         | یحیی ، برادر افسانه               |
| مریم بوبانی       | مادر لیلا                         |
| عنایت‌الله شفیعی   | پدر حمید                          |
| رحمان باقریان     | پدر لیلا                          |
| جمال اجلالی       |                                   |
| مجید رحمتی        |                                   |
| حشمت آرمیده       |                                   |
| داریوش سلیمی      |                                   |
| میلیشیا مهدی نژاد | سارا ، همسر یحیی                  |